# Чаус, Вячеслав Анатольевич
Вячеслав Анатольевич Чаус (укр. В'ячеслав Анатолійович Чаус; род. 24 августа 1977, Чернигов) — украинский общественно-политический деятель, голова Черниговской областной государственной администрации с 4 августа 2021 года.

## Биография
В 1995 году окончил Черниговский государственный институт права, социальных технологий и труда, в 1999 году — Национальный университет «Черниговская политехника».
В период 1999—2000 годы работал в Черниговской районной государственной администрации, 2000—2006 годы — Черниговском территориальном отделении Антимонопольного комитета Украины. Затем руководил черниговскими филиалами финансовых компаний. 
В период 2009—2015 годы возглавлял Черниговское представительство ЧАО «Киевстар», руководил отделами продаж «Киевстар» и «Укртелеком». 
В 2015—2021 годы — работал в компании «Укргаздобыча», в течение 4 лет входил в правление компании.
4 августа 2021 года Приказом Президента Украины № 343/2021 Вячеслав Анатольевич Чаус был назначен главой Черниговской областной государственной администрации.
Председатель Черниговской областной организации партии «Слуга народа».

## Семья
Женат. Трое детей.

## Награды
- Орден Богдана Хмельницкого III степени (6 марта 2022 года) — за весомый личный вклад в защиту государственного суверенитета и территориальной целостности Украины, мужество и самоотверженные действия, проявленные при организации обороны населенных пунктов от российских захватчиков[5]